# Le Cœur du tyran
Pour plus de détails, voir Fiche technique et Distribution.
Le Cœur du tyran (A zsarnok szíve, avagy Boccaccio Magyarországon) est un film hongrois réalisé par Miklós Jancsó, sorti en 1981. Le film est présenté en sélection officielle à la Mostra de Venise 1981.

## Synopsis
Au XVe siècle, à la suite de la mort de son père, le prince Gaspar doit rentrer d'Italie où il avait été envoyé bébé.

## Fiche technique
- Titre original : A zsarnok szíve, avagy Boccaccio Magyarországon
- Titre français : Le Cœur du tyran
- Réalisation : Miklós Jancsó et Gyula Hernádi
- Scénario : Miklós Jancsó, Giovanna Gagliardo et Gyula Hernádi
- Pays d'origine : Hongrie
- Format : Couleurs - 35 mm - Mono
- Genre : drame, historique
- Durée : 96 minutes
- Date de sortie : 1981

## Distribution
- Teresa Ann Savoy : Katalin
- László Gálffi : Gáspár
- József Madaras : Károly
- Ninetto Davoli : Filippo
- Géza D. Hegedüs : Csuhás
- György Cserhalmi : Ferhád Pasha